# 택티컬 포스
택티컬 포스(Tactical Force)는 캐나다에서 제작된 아다모 P. 컬트라로 감독의 2011년 액션, SF, 스릴러 영화이다. 스티브 오스틴 등이 주연으로 출연하였다.

## 출연

### 주연
- 스티브 오스틴
- 마이클 생크스
- 마이클 제이 화이트

### 조연
- 애드리언 홈즈
- 캔데이스 일레인
- 렉사 더그
- 스티브 베이식

## 같이 보기
- 리코일 (2011년 영화)